# Мыреев, Егор Иванович
Мыреев Егор Иванович (якут. Мыреев Дьөгүөр; 1920, Беченча — 10 февраля 1942) — снайпер 213-го стрелкового полка 56-й стрелковой дивизии, участник Великой Отечественной войны, уроженец Якутии. Количество уничтоженных (подтверждённых) солдат противника — 65 человек. Старший сержант.

## Биография
Родился в селе Беченча Ленского улуса. В 1937 году окончил неполную среднюю школу. После окончания школы поступил в рыбный техникум в Якутске. Занятия в техникуме Егор посещал аккуратно, учился неплохо, хотя к профессии рыбного специалиста особого тяготения не испытывал. Во время учёбы в техникуме, по совету друзей, стал заниматься в актёрской студии при Якутском театре — учился актёрскому делу, участвовал в небольших эпизодах, играл в массовых сценах. Летом 1940 года руководство театра направило его на учёбу в Ленинградский театральный институт имени А. Н. Островского. 15 сентября 1940 года Егор Мыреев отправился в Ленинград. Учился у Евгении Константиновны Лепковской, Августы Иосифовны Авербух, Леонида Фёдоровича Макарьева и др.

#### Период Великой Отечественной войны
Призван в Красную Армию Дзержинским РВК города Ленинграда 4 июля 1941 года. С 12 июля 1941 года участвовал в боях в Порховско-Псковском направлении, с 11 августа по 13 сентября 1941 года — под Пулково в 1-й добровольческой дивизии имени Кирова. Был одним из зачинателей соревнования между снайперами. Сформировал и обучал группу снайперов.
Погиб 10 февраля 1942 года в окрестностях г. Колпино при обороне Ижорского завода. Похоронен в братской могиле на кладбище г. Колпино Ленинградской области.
Приказом от 22 февраля 1942 года № 0412/н посмертно награждён орденом Красной Звезды (первоначально представлен к Ордену Ленина).

## Память
- Имя Егора Мыреева присвоено:

Беченчинской общеобразовательной школе Ленского улуса, в канун столетия родной школы в 1998 году;
улице в родном селе Беченча.
- В городе Колпино Ленинградской области установлен обелиск, на котором золотыми буквами выбиты имена бойцов, павших при защите Ленинграда, среди них — имя Егора Мыреева[7].
- Почётный гражданин села Беченча Ленского улуса[8].